# 낭만적 공장
《낭만적 공장》은 2023년에 개봉한 대한민국의 영화이다.

## 캐스팅
- 심희섭 : 복서 역
- 전혜진 : 복희 역
- 박수영 : 낙봉 역
- 한승도 : 황 반장 역
- 박재철 : 영만 역